# Okręgowe rozgrywki w piłce nożnej woj. białostockiego, łomżyńskiego, suwalskiego (1989/1990)
56. Edycja okręgowych rozgrywek w piłce nożnej województwa białostockiego

14. Edycja okręgowych rozgrywek w piłce nożnej województwa łomżyńskiego i suwalskiego

Okręgowe rozgrywki w piłce nożnej województwa białostockiego, łomżyńskiego, suwalskiego prowadzone są przez okręgowe związki piłki nożnej: białostocki, łomżyński i suwalski.
Mistrzostwo okręgu :

- białostockiego, łomżyńskiego, suwalskiego zdobyła Olimpia Zambrów 

Puchar Polski okręgu:

- białostockiego zdobył Jagiellonia II Białystok

- łomżyńskiego zdobył ŁKS Łomża

- suwalskiego zdobyła Sparta Augustów.
Drużyny z województwa białostockiego, łomżyńskiego i suwalskiego występujące w centralnych i makroregionalnych poziomach rozgrywkowych:
- 1 Liga - Jagiellonia Białystok
- 2 Liga - brak
- 3 Liga - Wigry Suwałki, Mazur Ełk, Gwardia Białystok.

| Rozgrywki       | Poziomy rozgrywkowe w sezonie 1989/1990 | Poziomy rozgrywkowe w sezonie 1989/1990         | Poziomy rozgrywkowe w sezonie 1989/1990         | Poziomy rozgrywkowe w sezonie 1989/1990         | Poziomy rozgrywkowe w sezonie 1989/1990         | Poziomy rozgrywkowe w sezonie 1989/1990         | Poziomy rozgrywkowe w sezonie 1989/1990 |
| --------------- | --------------------------------------- | ----------------------------------------------- | ----------------------------------------------- | ----------------------------------------------- | ----------------------------------------------- | ----------------------------------------------- | --------------------------------------- |
| Centralne       | I poziom ligowy                         | I Liga                                          | I Liga                                          | I Liga                                          | I Liga                                          | I Liga                                          | I Liga                                  |
| Centralne       | II poziom ligowy                        | II Liga                                         | II Liga                                         | II Liga                                         | II Liga                                         | II Liga                                         | II Liga                                 |
| Makroregionalne | III poziom ligowy                       | III Liga - 4 grupy                              | III Liga - 4 grupy                              | III Liga - 4 grupy                              | III Liga - 4 grupy                              | III Liga - 4 grupy                              | III Liga - 4 grupy                      |
|                 |                                         | OZPN Łomża                                      | OZPN Białystok                                  | OZPN Białystok                                  | OZPN Suwałki                                    | OZPN Suwałki                                    |                                         |
| Okręgowe        | IV poziom ligowy                        | Klasa Okręgowa (białostocko-łomżyńsko-suwalska) | Klasa Okręgowa (białostocko-łomżyńsko-suwalska) | Klasa Okręgowa (białostocko-łomżyńsko-suwalska) | Klasa Okręgowa (białostocko-łomżyńsko-suwalska) | Klasa Okręgowa (białostocko-łomżyńsko-suwalska) |                                         |
| Okręgowe        | V poziom ligowy                         | Klasa A (łomżyńska)                             | Klasa A (białostocka)                           | Klasa A (białostocka)                           | Klasa A (suwalska)                              | Klasa A (suwalska)                              |                                         |
| Okręgowe        | VI poziom ligowy                        |                                                 | Klasa B Gr.I                                    | Klasa B Gr.II                                   | Klasa B Gr.I                                    | Klasa B Gr.II                                   |                                         |

## Klasa Okręgowa - IV poziom rozgrywkowy
Grupa białostocko-łomżyńsko-suwalska
| Poz. | Drużyna                  | M  | Z  | R  | P  | Bramki | Punkty |           |
| ---- | ------------------------ | -- | -- | -- | -- | ------ | ------ | --------- |
| 1    | Olimpia Zambrów          | 30 | 21 | 6  | 3  | 81-23  | 48     |           |
| 2    | Jagiellonia II Białystok | 30 | 21 | 5  | 4  | 28-23  | 47     |           |
| 3    | ŁKS Łomża (s)            | 30 | 19 | 5  | 6  | 63-17  | 43     |           |
| 4    | Sparta Augustów (b)      | 30 | 14 | 8  | 8  | 48-42  | 36     | okr. suw. |
| 5    | Grom Czerwony Bór        | 30 | 15 | 6  | 9  | 57-38  | 36     |           |
| 6    | Pogoń Łapy (s)           | 30 | 15 | 4  | 11 | 41-38  | 34     |           |
| 7    | Mamry Giżycko            | 30 | 13 | 8  | 9  | 67-41  | 34     | okr. suw. |
| 8    | Nida Ruciane-Nida        | 30 | 13 | 6  | 11 | 36-41  | 32     | okr. suw. |
| 9    | Tur Bielsk Podlaski (b)  | 30 | 13 | 3  | 14 | 55-65  | 29     |           |
| 10   | Mazur Pisz               | 30 | 9  | 9  | 12 | 41-45  | 27     | okr. suw. |
| 11   | Włókniarz Białystok      | 30 | 10 | 6  | 14 | 37-46  | 26     |           |
| 12   | Warmia Grajewo (b)       | 30 | 8  | 9  | 13 | 32-51  | 25     |           |
| 13   | Husar Nurzec             | 30 | 7  | 5  | 18 | 45-56  | 19     |           |
| 14   | Rominta Gołdap           | 30 | 4  | 10 | 16 | 25-62  | 18     | okr. suw. |
| 15   | Sokół Sokółka            | 30 | 5  | 5  | 20 | 27-72  | 15     |           |
| 16   | LKS Lega                 | 30 | 2  | 7  | 21 | 30-83  | 11     | okr. suw. |

- Od przyszłego sezonu utworzono suwalską klasę okręgową.

## Klasa A - V poziom rozgrywkowy
Grupa białostocka
| Poz. | Drużyna                     | M  | Z  | R | P  | Bramki | Punkty |
| ---- | --------------------------- | -- | -- | - | -- | ------ | ------ |
| 1    | Włókniarz Wasilków          | 24 | 20 | 0 | 4  | 99-24  | 40     |
| 2    | Narew Choroszcz             | 24 | 16 | 5 | 3  | 66-33  | 37     |
| 3    | Cresovia Siemiatycze        | 24 | 16 | 3 | 5  | 59-29  | 35     |
| 4    | Skra Czarna Białostocka     | 24 | 14 | 5 | 5  | 51-29  | 33     |
| 5    | Gwardia II Białystok        | 24 | 13 | 5 | 6  | 57-45  | 31     |
| 6    | Promień Mońki (s)           | 24 | 11 | 3 | 10 | 48-41  | 25     |
| 7    | Ognisko Białystok           | 24 | 7  | 6 | 11 | 42-55  | 20     |
| 8    | Supraślanka Supraśl         | 24 | 9  | 2 | 13 | 46-65  | 20     |
| 9    | Dąb Dąbrowa Białostocka (b) | 24 | 7  | 4 | 13 | 36-49  | 18     |
| 10   | Orzeł Kleszczele (b)        | 24 | 8  | 1 | 15 | 38-60  | 17     |
| 11   | Żubr Drohiczyn              | 24 | 6  | 2 | 16 | 30-70  | 14     |
| 12   | Krypnianka Krypno           | 24 | 4  | 3 | 17 | 24-59  | 11     |
| 13   | LZS Szudziałowo             | 24 | 4  | 3 | 17 | 24-61  | 11     |
| 14   | Puszcza Hajnówka (s)        |    |    |   |    |        |        |

- Poszcza wycofała się po I rundzie, wyniki anulowano.
- LZS Szudziałowo wycofał się 6 kolejek przed końcem rozgrywek, przyznawano walkowery.
- Po sezonie z rozgrywek wycofały się rezerwy Gwardii Białystok

Grupa łomżyńska
| Poz. | Drużyna                  | M  | Z | R | P | Bramki | Punkty |
| ---- | ------------------------ | -- | - | - | - | ------ | ------ |
| 1    | Unia Ciechanowiec        | 16 | - | - | - | 47-31  | 24     |
| ?    | Ruch Wysokie Mazowieckie | 16 | - | - | - | 52-38  | 23     |
| 3    | Smolniki Stawiski        | 18 | - | - | - | 26-38  | 15     |
| 4    | Wissa Szczuczyn          | 18 | - | - | - | 44-37  | 12     |
| 5    | Ziemowit Nowogród        | 18 | - | - | - | 22-53  | 6      |

- Rozegrano 16 kolejek.
- Po sezonie z rozgrywek wycofała się Wissa Szczuczyn.

Grupa suwalska
| Poz. | Drużyna               | M  | Z | R | P | Bramki | Punkty |
| ---- | --------------------- | -- | - | - | - | ------ | ------ |
| 1    | Jurand Bemowo Piskie  | 22 |   |   |   | 78-23  | 36     |
| 2    | Czarni Olecko         | 22 |   |   |   | 66-43  | 29     |
| 3    | Pomorzanka Sejny      | 22 |   |   |   | 42-31  | 29     |
| 4    | Mazur Wydminy (b)     | 22 |   |   |   | 55-37  | 28     |
| 5    | Orkan Drygały         | 22 |   |   |   | 43-36  | 25     |
| 6    | Tęcza Oracze          | 22 |   |   |   | 41-37  | 22     |
| 7    | Vęgoria Węgorzewo     | 22 |   |   |   | 60-55  | 21     |
| 8    | Znicz Biała Piska     | 22 |   |   |   | 34-43  | 19     |
| 9    | Piast Rakowo Małe (b) | 22 |   |   |   | 48-59  | 16     |
| 10   | RKS Wiartel           | 22 |   |   |   | 45-74  | 16     |
| 11   | Pogoń Ryn             | 22 |   |   |   | 39-74  | 12     |
| 12   | Olimpia Miłki         | 22 |   |   |   | 36-75  | 11     |

- W związku z utworzeniem od następnego sezonu suwalskiej klasy okręgowej z A klasy nikt nie spadł, a drużyny z klasy B zostały przeniesione do klasy A.
- Po sezonie z rozgrywek wycofał się RKS Wiartel.

## Klasa B - VI poziom rozgrywkowy
Białostocka - gr.I
| Poz. | Drużyna                        | M  | Z | R | P | Bramki | Punkty |                 |
| ---- | ------------------------------ | -- | - | - | - | ------ | ------ | --------------- |
| 1    | Relax Uhowo                    | 20 | - | - | - | 75-20  | 35     |                 |
| 2    | LZS Jatwieź Duża (b)           | 20 | - | - | - | 53-19  | 32     | baraż-przegrany |
| 3    | LZS PGR Knyszyn (b)            | 20 | - | - | - | 58-41  | 24     |                 |
| 4    | Lampart Dobrzyniewo Dużo       | 20 | - | - | - | 46-29  | 24     |                 |
| 5    | Start Białystok                | 20 | - | - | - | 51-39  | 22     |                 |
| 6    | LZS Jaświły                    | 20 | - | - | - | 38-38  | 17     |                 |
| 7    | Gryf Michałowo                 | 20 | - | - | - | 46-58  | 17     |                 |
| 8    | LZS Janów                      | 20 | - | - | - | 50-66  | 15     |                 |
| 9    | Olimp Zabrodzie                | 20 | - | - | - | 41-64  | 13     |                 |
| 10   | Pogranicze Kuźnica Białostocka | 20 | - | - | - | 30-65  | 11     |                 |
| 11   | LZS Czechowizna (b)            | 20 | - | - | - | 22-71  | 8      |                 |

Białostocka - gr.II
| Poz. | Drużyna             | M  | Z | R | P | Bramki | Punkty |             |
| ---- | ------------------- | -- | - | - | - | ------ | ------ | ----------- |
| 1    | Orkan Poświętne (s) | 20 | - | - | - | 75-22  | 34     |             |
| 2    | Iskra Narew         | 20 | - | - | - | 61-27  | 33     | baraż-awans |
| 3    | Rudnia Zabłudów (s) | 20 | - | - | - | 59-37  | 29     |             |
| 4    | RKS SPIUR Orla (b)  | 20 | - | - | - | 58-43  | 23     |             |
| 5    | Orzeł Morze         | 20 | - | - | - | 59-44  | 21     |             |
| 6    | Karmin Brańsk (b)   | 20 | - | - | - | 58-63  | 20     |             |
| 7    | Huragan Dasze       | 20 | - | - | - | 44-40  | 17     |             |
| 8    | LZS Piliki          | 20 | - | - | - | 28-56  | 14     |             |
| 9    | Bocian Boćki        | 20 | - | - | - | 28-65  | 10     |             |
| 10   | Żubr Białowieża     | 20 | - | - | - | 31-76  | 10     |             |
| 11   | LZS Popławy         | 20 | - | - | - | 29-67  | 7      |             |

- Po sezonie z rozgrywek wycofały się LZS Popławy i Orzeł Morze.
- Wcześniej nazwy LZS na Karmin Brańsk.

Suwalska - gr.I
| Poz. | Drużyna                 | M  | Z | R | P | Bramki | Punkty |
| ---- | ----------------------- | -- | - | - | - | ------ | ------ |
| 1    | Polonez Nowa Wieś Ełcka | 10 | - | - | - | 38-9   | 19     |
| 2    | Znicz Kowale Oleckie    | 10 | - | - | - | 34-24  | 13     |
| 3    | Biebrza Lipsk           | 10 | - | - | - | 26-29  | 10     |
| 4    | Orzeł Stare Juchy (b)   | 10 | - | - | - | 25-25  | 8      |
| 5    | Polonia Raczki (s)      | 10 | - | - | - | 14-26  | 8      |
| 6    | Płomień Woszczele       | 10 | - | - | - | 11-33  | 2      |

- Po sezonie z rozgrywek wycofała się Polonia Raczki.
- W związku z likwidacją klasy B wszystkie drużyny zostały przeniesione do klasy A.

Suwalska - gr.II
| Poz. | Drużyna                   | M | Z | R | P | Bramki | Punkty |
| ---- | ------------------------- | - | - | - | - | ------ | ------ |
| 1    | Unia Woźnice              | 8 | - | - | - | 32-12  | 15     |
| 2    | Meprozet Orzysz (s)       | 8 | - | - | - | 17-17  | 10     |
| 3    | Zwiastun Kruklanki        | 8 | - | - | - | 24-22  | 7      |
| 4    | Pogoń Banie Mazurskie (s) | 8 | - | - | - | 15-22  | 4      |
| 5    | Unia Kruszewo             | 8 | - | - | - | 15-30  | 4      |

- Po sezonie z rozgrywek wycofały się drużyny Pogoni Banie Mazurskie i Unii Kruszewo.
- W związku z likwidacją klasy B wszystkie drużyny zostały przeniesione do klasy A.

## Puchar Polski – rozgrywki okręgowe
- BOZPN – Jagiellonia II Białystok : Włókniarz Białystok 6:3
- ŁOZPN – ŁKS Łomża : Grom Czerwony Bór 6:0
- SOZPN – Sparta Augustów : TKKF Suwałki 2:1 (dogr.)